# Нови Загреб
45° 46′ 24″ С; 15° 58′ 30″ И / 45.773333° С; 15.975° И
Нови Загреб је део града Загреба. 
Изграђен је јужно од реке Саве после Другог светског рата. Нови Загреб је углавном стамбео насеље у коме се налазе куће и зграде.
Нови Загреб се по административној подели из 1999. састоји од три четврти: Нови Загреб - исток, Нови Загреб - запад и Брезовица. Нови Загреб је познат по Загребачком велесајму и језеру Бундек, а у њему се гради и нови Музеј савремене уметности.

## Историја
Експанзија Новог Загреба је отпочела 1953. године када је загребачки градоначелник Већеслав Хољевац преместио Загребачки велесајам на јужну обалу реке Саве.
Почетком изградње стамбених насеља држи се планирана градња севернога дела насеља Савски гај 1957. године. Прво целовито решење становања, јавних садржаја и трговачких потцентара био је план зоне Трнско. Аутори урбанистичког пројекта били су Зденко Колацио, Мирко Маретић, Јосип Ухлик, те хортикултуре Мира Венцлер-Халамбек 1959-1960. године. После њега уследио је план за изградњу насеља Запруђе, чије је урбанистичко решење израдио Јосип Ухлик 1962-1963. године.
Године 1965, завршен је елаборат Урбанистичког плана града Загреба, којим су биле зацртане смернице развоја града за даљих 30 година. Подижу се насеља Реметинец и Ботинец, а 1969. према плану Бориса Брнчића и Јосипа Ухлика насеље Сигет.